# Альфонс Чамі
Альфонс Чамі (фр. Alphonse Tchami, нар. 14 вересня 1971, Батурі) — камерунський футболіст, що грав на позиції нападника.
Виступав, зокрема, за клуби «Оденсе» та «Бока Хуніорс», а також національну збірну Камеруну.

## Клубна кар'єра
До свого переходу в данський клуб «Вайле» виступав за «Юніспорт», у якому й розпочав кар'єру професіонального футболіста. Під час свого нетривалого перебування у «Вайле» відзначився 8-ма голами у 15 офіційних матчах, але не зміг допомогти клубу уникнути вильоту з вищого дивізіону. Своїми вдалими виступами у «Вайле» звернув до себе увагу інших данських клубів, але зрештою перейшов до «Оденсе», до складу якого приєднався 1992 року. Відіграв за команду з Оденсе наступні три сезони своєї ігрової кар'єри. Більшість часу, проведеного у складі «Оденсе», був основним гравцем атакувальної ланки команди. У складі «Оденсе» був одним з головних бомбардирів команди, маючи середню результативність на рівні 0,43 голу за гру першості. Чамі був одним з гравців тієї команди, яка перемогла мадридський «Реал» у Кубку УЄФА сезону 1994/95 років з рахунком 4:3 та вийшла до 1/4 фіналу турніру.
1995 року, майже одразу по завершенні Чемпіонату світу, уклав контракт з клубом «Бока Хуніорс», у складі якого провів наступні два роки своєї кар'єри гравця. Одним з найважливіших голів Альфонса у футболці «Боки» став влучний удар у ворота «Рівер Плейт» на стадіоні «Монументаль», завдяки чому «Бока Хуніорс» святкувала перемогу з рахунком 4:2. Граючи у складі «Бока Хуніорс» також здебільшого виходив на поле в основному складі команди. Загалом у футболці «Боки» зіграв 65 матчів та відзначився 28-ма голами. У 1997 році за 2,2 мільйони німецьких марок перейшов до берлінської «Герти», у складі якої в Бундеслізі зіграв 29 матчів та відзначився 3-ма голами. Після двох проведених сезонів у німецькому клубі перейшов до «Аль-Васла» з Об'єднаних Арабських Еміратів.
У липні 2000 року відправився на перегляд у «Болтон Вондерерз», в ході якого грав у товариських матчах під час турне «Болтона» по Данії, але зрештою у серпні перейшов до «Данді Юнайтед». Чамі провів чотири місяці у складі шотландського клубу, після чого у грудні залишив команду , зігравши лише у 4-х поєдинках. Наступним клубом Чамі стала французька «Ніцца», з якою гравець підписав короткостроковий контракт до завершення сезону. У серпні 2001 року Чамі покинув клуб, залишивши по собі «дурну славу» й перейшов до російського клубу «Чорноморець» (Новоросійськ), але за підсумками того сезону «Чорноморець» вилетів з вищого дивізіону російського чемпіонату, а Чамі перейшов до складу китайського клубу «Шеньян Циньде». У вересні 2003 року Альфонс підписав контракт з лівнаським клубом «Неджмех», але зіграв у ньому лише 3 поєдинки.
Завершив ігрову кар'єру у аматорському французькому клубі «Еперне», за команду якого виступав протягом 2003—2005 років.

## Виступи за збірну
1992 року дебютував в офіційних матчах у складі національної збірної Камеруну. Протягом кар'єри у національній команді, яка тривала 7 років, провів у формі головної команди країни лише 15 матчів, забивши 4 м'ячі.
У складі збірної був учасником чемпіонату світу 1994 року у США, Кубка африканських націй 1996 року у ПАР, чемпіонату світу 1998 року у Франції, Кубка африканських націй 1998 року в Буркіна Фасо.

## Клубна статистика
| Сезон   | Клуб          | Країна    | Прапор    | Турнір             | Матчі | Голи |
| ------- | ------------- | --------- | --------- | ------------------ | ----- | ---- |
| 1990    | Юніспорт      | Камерун   | Камерун   | Прем'єр-ліга       | ?     | ?    |
| 1991    | Юніспорт      | Камерун   | Камерун   | Прем'єр-ліга       | ?     | ?    |
| 1992    | Юніспорт      | Камерун   | Камерун   | Прем'єр-ліга       | ?     | ?    |
| 1992/93 | «Оденсе»      | Данія     | Данія     | Суперліга          | 27    | 8    |
| 1993/94 | «Оденсе»      | Данія     | Данія     | Суперліга          | 23    | 11   |
| 1994/95 | «Оденсе»      | Данія     | Данія     | Суперліга          | 15    | 9    |
| 1995/96 | Бока Хуніорс  | Аргентина | Аргентина | Прімера Дивізіон   | 18    | 4    |
| 1996/97 | Бока Хуніорс  | Аргентина | Аргентина | Прімера Дивізіон   | 12    | 1    |
| 1997/98 | Герта         | Німеччина | Німеччина | Бундесліга         | 18    | 1    |
| 1998/99 | Герта         | Німеччина | Німеччина | Бундесліга         | 11    | 2    |
| 1999/00 | «Аль-Васл»    | ОАЕ       | ОАЕ       | Футбольна ліга ОАЕ | ?     | ?    |
| 2000/01 | Данді Юнайтед | Шотландія | Шотландія | Прем'єр-ліга       | 3     | 0    |
| 2000/01 | Ніцца         | Франція   | Франція   | Ліга 2             | 6     | 1    |
| 2001    | Чорноморець   | Росія     | Росія     | Прем'єр-ліга       | 3     | 0    |
| 2002    | Шеньян Циньде | Китай     | КНР       | Суперліга          | 9     | 1    |
| 2003/04 | Неджмех       | Ліван     | Ліван     | Чемпіонат Лівану   | ?     | ?    |

## Титули і досягнення
- Володар Кубка Данії (1):

«Оденсе»: 1992/93